# Warzewski

Warzewski I

Warzewski I odmienny

Warzewski II

Warzewski II odmienny

Warzewski (Warszewski) – kaszubski herb szlachecki, herb własny rodziny Warzewskich.

## Opis herbu
Herb znany przynajmniej w czterech wariantach. Opisy z wykorzystaniem klasycznych zasad blazonowania:
Warzewski I: W polu błękitnym dwa miecze skrzyżowane, między trzema gwiazdami (2, 1), nad mieczami półksiężyc srebrny z twarzą. Brak korony szlacheckiej na hełmie, klejnot nieznany. Labry błękitne, podbite srebrem.
Warzewski I odmienny: W polu dwie strzały w krzyż skośny, pomiędzy nimi u góry półksiężyc barkiem do dołu, z prawej nieokreślony przedmiot (gwiazda? litera S?), pod nimi gwiazda. Barwy nieznane. Brak klejnotu i labrów.
Warzewski II: W polu strzała, na prawo od niej półksiężyc barkiem w prawo, nad którym gwiazda, na lewo łuk łęczyskiem w lewo. Barwy nieznane. Brak klejnotu i labrów.
Warzewski II odmienny: Jak poprzedni, ale nad łukiem dodatkowo gwiazda.

## Najwcześniejsze wzmianki
Z klasycznych herbarzy herb Warzewski wymienia tylko jedno z nowszych wydań herbarza Siebmachera (Ausgestorbener Preussischer Adel. Provinz Pommern, 1894 i Ausgestorbener Preussischer Adel. Provinzen Ost- und Westpreussen. Supplement, 1900). Wersje odmienne znane są wyłącznie z pieczęci. Warzewski I odmienny to herb z pieczęci Marcina Warzewskiego, przyłożonej na dokumentach z 1 grudnia 1615 roku, 1 czerwca 1620 roku i 30 czerwca 1620 roku. Warzewski II to herb z pieczęci Marcina Warzewskiego wyciśniętej na dokumentach z 1 czerwca 1620 roku i 13 czerwca 1620 roku. Warzewski II odmienny widniał na pieczęci Jana Warzewskiego, odciśniętej na dokumencie z 1 czerwca 1620 roku i 30 czerwca 1620 roku. Ponieważ dysponenci tych pieczęci byli kuzynami, można domniemywać, że herb Warzewskich był w owym czasie jeszcze nieustalony, zaś wersje ze strzałami były wcześniejszymi etapami ewolucji herbu Warzewskich, zaś herb z mieczami - etapem końcowym.

## Herbowni
Używany przez kaszubską rodzinę Warzewski (Warszewski, Warczewski, Warsewski, Warszawski, Warszowski, Warzewsky). Odnotowano też dla tej rodziny nazwisko Jarchow. Przynajmniej jednemu przedstawicielowi kaszubskich Warzewskich (Józef, 1772) przypisano, zapewne mylnie przez podobieństwo nazwisk, herb polskiej rodziny Warszowskich, czyli Rawicz. Nowy Siebmacher przypisywał też innym pojedynczym członkom rodu herby Szeliga (nieokreślony członek rodu) i Gryf (Friedrich von Warszewski). Przemysław Pragert jest zdania, że przypisywanie tej kaszubskiej rodzinie herbów innych niż własny jest bezzasadne.

### Rodzina Warzewski
Rodzina o nazwisku odmiejscowym od nieistniejącej już wsi Warzewo koło Krokowej. Wzmiankowana od 1570 (dwóch braci pisanych jako Warszewski). W 1620 częściowo oddali a częściowo sprzedali gniazdową wieś, ale posiadali też dział w Donimierzu Wielkim i Małym, a od XVIII wieku jeszcze w Kętrzynie, Łężycach i Tępczu. Rodzinę notuje się też jako dziedziców Nawcza oraz części Dąbrówki, Choczewka i części Łówcza Górnego.